# Tractat d'usura
El Tractat d'Usura (Tratado de Usura) es una obra escrita por Francesc Eiximenis en lengua catalana alrededor de 1374 posiblemente en Cataluña. 

## Contenido
Esta obra trata sobre el tema de la usura, que fue muy debatido por el Derecho Canónico medieval. 
Originalmente y según el índice, tenía veintiocho capítulos, de los cuales nos han llegado, no obstante, sólo catorce. Así mismo, hay cinco capítulos de esta obra que están reproducidos literalmente en el Terç del Crestià (Tercero del Cristiano), dentro de los capítulos dedicados en esta obra al pecado de avaricia.
En la parte conservada, Francesc Eiximenis tiene en general una postura restrictiva respecto a la usura, partiendo de la base de Lucas 6, 35 que dice que quien presta alguna cosa no debe pedir nada a cambio, y que parte del principio general de la caridad cristiana, tan importante en la escuela franciscana, a la que él pertenece.
Acepta, no obstante, algunos casos, y también la licitud de los censales y violarios, que serían los derechos a percibir una renta a cambio de una cantidad de dinero, otro tema muy debatido en la canonística medieval. La fuente que usa Eiximenis para justificar la licitud de los censales y los violarios es un tratadito sobre esta materia hecho por el dominico Bernat de Puigcercós.

## Influencias
Esta obra presenta influencia de diversas fuentes canónicas.
Así, además de las obras clásicas de Derecho Canónico Medieval, como el Decreto de Graciano o las Decretales de Gregorio IX, le influyen canonistas, como Enrique de Segusio (su admirado Hostiensis), san Raimundo de Peñafort o Godofredo de Trani. También le influyen autores escolásticos como los franciscanos Alejandro de Alessandria y Duns Escoto o los dominicos, santo Tomás de Aquino y Durán de San Porciano.

## Transcripción y edición
Fue transcrito y editado por Josep Hernando i Delgado en 1985 a partir del manuscrito nº 42 del Monasterio de San Cugat del Vallés, que se encuentra en el Archivo de la Corona de Aragón.

## Edición digital dentro de las obras completason line
- Obras completas de Francesc Eiximenis (en catalán y en latín) Archivado el 2 de abril de 2012 en Wayback Machine..